# Danielle Browning
Pour les articles homonymes, voir Browning.
Danielle Browning, née le 29 août 1981, est une athlète jamaïcaine pratiquant le sprint. Elle a été vice-championne du monde en relais 4 × 100 m avec ses compatriotes Sherone Simpson, Aleen Bailey et Veronica Campbell.

## Palmarès

### Championnats du monde d'athlétisme
- Championnats du monde d'athlétisme de 2005 à Helsinki (Finlande)
  -  Médaille d'argent en relais 4 × 100 m

### Jeux du Commonwealth
- Jeux du Commonwealth de 2006 à Melbourne (Australie)
  - éliminée en demi-finale sur 100 m
  -  Médaille d'or en relais 4 × 100 m

### Jeux panaméricains
- Jeux panaméricains de 2003 à Saint-Domingue (République dominicaine)
  - 6e sur 200 m
  -  Médaille de bronze en relais 4 × 100 m